# Two Faced
„Two Faced“ je píseň americké rockové skupiny Linkin Park. Vydána byla 13. listopadu 2024 jako čtvrtý singl z osmého studiového alba From Zero.

## Pozadí
Píseň byla popsána jako nu metal, hard rock a rap rock. Tématem písně je zrada a manipulace.

## Videoklip
Videoklip k písni režíroval člen kapely Joe Hahn. Vydán byl 13. listopadu 2024.

## Obsazení

#### Linkin Park
- Emily Armstrong – zpěv
- Colin Brittain – bicí
- Brad Delson – sólová kytara
- Dave "Phoenix" Farrell – basová kytara
- Joe Hahn – samplování, programování
- Mike Shinoda – klávesy, doprovodné vokály, rytmická kytara